# Oraison funèbre (Grèce ancienne)
Vous pouvez aider à l'améliorer ou bien discuter des problèmes sur sa page de discussion.
- La traduction doit être revue. Le contenu est difficilement compréhensible à cause d’erreurs de traduction, peut-être dues à l’utilisation d’un logiciel de traduction automatique. (Marqué depuis avril 2024)

Pour les articles homonymes, voir Éloge funèbre.
Une oraison funèbre ou epitaphios logos est un discours formel prononcé à l'occasion d'une cérémonie de funérailles. Les coutumes funéraires sont constituées des pratiques mises en oeuvre par une culture pour se souvenir des morts, depuis les funérailles elles-mêmes jusqu'aux divers monuments, prières et rituels entrepris en leur honneur. Dans la Grèce antique, et en particulier dans l'Athènes antique, l'oraison funèbre était considérée comme un élément indispensable du rituel funéraire.
L’épitaphios logos est considéré comme une création pratiquement exclusivement athénienne, bien que certains premiers éléments de tels discours existent dans l'épopée d'Homère et dans les poèmes lyriques de Pindare. L’oraison funèbre de Périclès, prononcée pour les morts de la guerre du Péloponnèse qui se déroule de 431 à 404 av. J.-C., en est le premier exemple existant.

## Histoire
L'orateur Anaximène de Lampsaque a affirmé que l'oraison funèbre avait été établie pour la première fois au VIe siècle av. J.-C. à Athènes par Solon, mais cela est largement mis en doute par les historiens,. Plus plausible, même s'il reste des doutes, est la déclaration de Denys d'Halicarnasse selon laquelle les Athéniens instituèrent l'oraison funèbre « en l'honneur de ceux qui combattirent à Artémisium, Salamine et Platées et moururent pour leur pays, ou pour la gloire de leurs exploits à Marathon ».
Thucydide décrit en détail les rituels funéraires et souligne que « les morts sont déposés dans le sépulcre public du plus beau faubourg de la ville, dans lequel sont toujours enterrés ceux qui tombent à la guerre ». Ce faubourg était celui de Kerameikos, où était situé un monument pour tous les Athéniens tombés au combat, à l'exception de ceux qui avaient combattu à Marathon.
Les historiens croient maintenant que le demosion sema (un lieu de sépulture collectif pour les morts de la guerre) et l' épitaphios logos ont été établis pour la première fois vers 470 av. J.-C. Ces coutumes qui se sont poursuivies pendant la période péricléenne. La plus ancienne liste de victimes conservée, qui donnait les noms de ceux qui sont morts en combattant pour leur ville au cours d'une année donnée, date de 490 à 480 av. J.-C. et elle est associée à la bataille de Marathon. Des lekythoi à fond blanc représentant des scènes funéraires ont été produits vers 470 av. J.-C.. L'oraison funèbre de Périclès, telle que rapportée par Thucydide, est la première épitaphie présentée dans son intégralité. L'enterrement des morts  de la première année de la guerre du Péloponnèse est considéré comme reflétant la domination du Ve siècle av. J.-C. sur le co-mémorial public.

## Plan et structure
Bien que Platon se méfie systématiquement de la capacité de l’orateur à enseigner, il démontre dans le Ménexène un intérêt théorique pour le projet de l’oratoire funéraire. Il décrit en fait succintement le schéma de l’oraison funéraire athénienne traditionnelle de la manière suivante :

« Et le discours requis doit faire l'éloge adéquat des morts et donner une aimable exhortation aux vivants, appelant leurs enfants et leurs frères à copier les vertus de ces héros, et offrant une consolation à leurs pères et mères et à tous les ancêtres encore survivants. »

Ainsi, les épitaphes traditionnelles doivent contenir : un éloge des morts de la guerre et de la ville, une exhortation à leurs enfants et leurs proches à imiter les vertus des morts de la guerre et une consolation pour les membres vivants de leurs familles.
Par conséquent, l’ épitaphios se compose des parties suivantes :
- Préambule, qui traite des attentes de performance du public[16]. L'orateur affirme habituellement qu'il lui est presque impossible de trouver des mots dignes des glorieuses réalisations des morts à la guerre[réf. nécessaire]. Un tel préambule révèle la position de l’épitaphios en tant que genre oral au sein d’une société rituellement et socialement limitée[16].
- Origine et ancêtres.
- Les morts à la guerre, leur abnégation et leur dévouement à la l'État athénien.
- Épilogue, qui constitue une consolation et un encouragement pour les familles des morts à la guerre[réf. nécessaire]. L'épilogue utilise un renvoi traditionnel des personnes en deuil vers d'autres lamentations privées, et à ce point, la promesse de la ville d'éduquer les orphelins survivants signale la reprise de la vie dans la polis[16].

## Rôle et critiques
La fonction première de l'oraison funèbre était d'exprimer publiquement la conception de l'excellence potentielle de la polis. C'est à cette occasion qu'Athènes s'est « inventée » et « réinventée » dans une forme narrative. La ville a affiché ses réalisations, ainsi que les vertus civiques et personnelles auxquelles les citoyens pouvaient aspirer. La prose laïque de l'oraison funèbre se consacre à célébrer l'idéal de la cité athénienne démocratique. A travers les épitaphios, discours civique, la ville se reconnaît telle qu'elle souhaite être.
C’est pour cette raison que Platon a choisi l’oraison funèbre comme cible principale de sa pensée. Dans Ménexène, il aborde les préoccupations de l'oratoire funéraire et s'approprie pour la philosophie une partie de la mission intellectuelle que les Athéniens associaient à la forme d'épidictique la plus célèbre et la plus démocratique, l'oratoire funéraire.

## Discours existants
Les discours suivants sont conservés dans des sources anciennes :
- Oraison funèbre de Périclès de 439 av. J.-C., perdue[20] ;
- L'oraison funèbre de Périclès de 431 av. J.-C., telle que présentée par Thucydide dans son Histoire de la guerre du Péloponnèse ;
- L'oraison funèbre de Gorgias, peut-être à la fin du Ve siècle av. J.-C., perdue ;
- Oraison funèbre de Lysias, ca. 391 av. J.-C.[20] ;
- le Ménexène de Platon, une parodie écrite au milieu du IVe siècle av. J.-C., dans laquelle Socrate récite une oraison funèbre qu'Aspasie aurait écrite pour Périclès selon lui ;
- Oraison funèbre de Démosthène de 338 av. J.-C. ;
- Oraison funèbre d'Hypéride de 322 av. J.-C.[20]

Plusieurs exemplaires de ce genre n'ont pas été composés pour être livrés lors d'un enterrement public, mais pour être lus à un petit public lors de rassemblements intellectuels. L'oraison funèbre de Gorgias et le discours parodique de Platon dans Ménexène ont été définitivement conçus pour ce contexte, et non pour être prononcés devant le peuple athénien. On se demande si cela était également le cas pour le discours de Lysias. La relation entre la présentation par Thucydide du discours de Périclès de 431 av. J.-C. et ce qui a été réellement dit est très controversée ; il est « généralement compris comme étant davantage l'œuvre de Thucydide que celle de Périclès ».

### Sources primaires
- Démosthène, Contre les Leptines. Voir le texte original dans le programme Perseus
- Homère, Iliade, livre 22-23. Voir le texte original dans le programme Perseus
- Pausanias, Description de la Grèce. Voir le texte original dans le programme Perseus
- Platon, Ménexène. Voir le texte original dans le programme Perseus
- Thucydide, Histoire de la guerre du Péloponnèse, II. Voir le texte original dans le programme Perseus.

### Sources secondaires
- James A. Colaiaco, Socrates Against Athens: Philosophy on Trial, Routledge (UK), 2001 (ISBN 0-415-92654-8)
- « Funeral Oration », dans Encyclopaedia The Helios, 1952
- Helene P. Foley, Female Acts in Greek Tragedy, Princeton University Press, 2002 (ISBN 0-691-09492-6)
- Katharine Derderian, Leaving Words to Remember, Brill Academic Publishers, 2000 (ISBN 90-04-11750-4), « The Epitaphios Logos and Mourning in the Athenian Polis »
- Nicole Loraux, The Children of Athena, Princeton University Press, 1994 (ISBN 0-691-03762-0)
- Nicole Loraux, The Invention of Athens: The Funeral Oration in the Classical City, Harvard University Press, 1986
- Sara Monoson, Plato's Democratic Entanglements, Princeton University Press, 2000 (ISBN 0-691-04366-3)
- Loren J. Samons[réf. nécessaire], « Bail Oinochoai », dans Judith M Barringer ; Jeffrey M. Hurwit, Periklean Athens And Its Legacy : Problems and Perspectives, University of Texas Press, 2005 (ISBN 0-292-70622-7, lire en ligne )
- (en) Julia L. Shear, « 'Their Memories Will Never Grow Old': The Politics of Remembrance in the Athenian Funeral Orations », The Classical Quarterly, vol. 63, no 2,‎ décembre 2013, p. 511–536 (ISSN 0009-8388, DOI 10.1017/S0009838813000062, S2CID 154783833, lire en ligne)